# Elmer Otto Bergman
Elmer Otto Bergman (Kimball, Nebraska, 21 de janeiro de 1892 – janeiro de 1973) foi um engenheiro civil e mecânico estadunidense, professor da Universidade do Colorado e engenheiro da C. F. Braun & Company, mais tarde Kellogg, Brown and Root. Foi o 83.º presidente da Sociedade dos Engenheiros Mecânicos dos Estados Unidos em 1964-1965.
Bergman começou a estudar na Universidade Creighton em 1914. Continuou os estudos na Universidade do Colorado, onde obteve o BSc em 1925 e o MSc em 1926.
Bergman continuou seus estudos na Universidade do Colorado em engenharia civil e obteve outro bacharelado magna cum laude e BSc com honras especiais em 1932. Continuou a estudar na Universidade Stanford, obtendo um Doctor of Philosophy em 1938, orientado por Stephen Timoshenko.
Berman foi eleito fellow da American Society of Mechanical Engineers, e serviu como seu presidente em 1964-1965.

## Publicações selecionadas
- Elmer Otto Bergman. The Theory of Small Deflections of Rectangular Plates with Practical Applications. Leland Stanford junior university, 1938.
- Herbert James Gilkey, Glenn Murphy, Elmer Otto Bergman. Materials Testing: Theory, Practice and Significance of Physical Tests on Engineering Materials. McGraw-Hill Book Company, Incorporated, 1941.
- Elmer Otto Bergman. The ASME pressure vessel code: a joint effort for safe construction. Contributed for presentation at the American Society of Mechanical Engineers eighth Annual Petroleum Mechanical Engineering Conference, Houston, Texas ... September 29, 1953. Private press of C.F. Braun, 1953.

Artigos selecionados
- Bergman, E. O. "The new-type code chart for the design of vessels under external pressure." TRANS. ASME 74 (1952): 647-054.
- Bergman, E. O. "The design of vertical pressure vessels subjected to applied forces." Pressure Vessel and Piping Design: Collected Papers 1927-1959 (1960).

Patentes selecionadas
- Bergman, Eugene O., Richard W. Hsieh, and John Geibel. "Apparatus for distributing gas and liquid during concurrent gas/liquid backwash in filter underdrain flumes." U.S. Patent No. 6,312,611. 6 Nov. 2001.